# Lev Voitolovskij
Lev Naumovitj Voitolovskij (ryska: Лев Наумович Войтоловский), född 17 februari (1 mars) 1875 i byn Staroe i provinsen Poltava i nuvarande Ukraina, död 28 november 1941 i Leningrad i Sovjetunionen, var en rysk läkare, journalist, publicist och litteraturkritiker.
Lev Voitolovskij studerade först vid ett gymnasium i Kiev och sedan medicin vid Kievs universitet och Charkivs universitet. Han arbetade i Kiev som psykiatriker och deltog som fartygsläkare i flera sjöexpeditioner. Han deltog också som militärläkare vid det militära fältsjukhuset i fästningen Nikolo-Ussuri under rysk-japanska kriget (1904-1905). Han deltog också i striderna i Manchuriet, skadades och chockades av granater och demobiliserades 1906.
Från 1907 till 1914 kombinerade han medicinsk praktik med litterär verksamhet. Han arbetade som redaktör för den litterära avdelningen för tidningen Kyiv Mysl. Med utbrottet av första världskriget återvände han till militärtjänst och var 1914-1917 chef för ett fältsjukhus.
År 1917 deltog han i den andra allryska sovjetkongressen, där han framträdde som socialdemokratisk mensjevik. Åren 1918-1920 bodde han i Kiev och kombinerade medicinskt arbete med journalistik. År 1920 gick han med i Röda armén, varifrån han demobiliserades 1922 av hälsoskäl. Från 1922 var han engagerad i journalistik och litteraturkritik. Han gav 1925 ut boken Väckt av kriget. Vandringsanteckningar 1914-1917. År 1926 flyttade han till Leningrad och ägnade sig därefter åt litteraturkritik. 
Han dog vintern 1941 under belägringen av Leningrad. Han var gift med Anna Voitolovskaja och hade fyra döttrar. Ett av hans barnbarnsbarn är Fjodor Voitolovskij. 